# Rovt pod Menino
Rovt pod Menino – wieś w Słowenii, w gminie Nazarje. W 2018 roku liczyła 93 mieszkańców.